# 파트리시오 에르난데스
파트리시오 호세 에르난데스(스페인어: Patricio José Hernández, 1956년 8월 16일, 부에노스 아이레스 주 산 니콜라스 데 로스 아로요스 ~)는 아르헨티나의 전 축구 선수이자 감독이다.

## 선수 경력
에르난데스는 1974년, 나중에 감독도 역임하게 될 에스투디안테스 라 플라타에서 신고식을 치렀다. 이후 그는 정확한 조준력을 발휘하는 능숙한 공격형 미드필더로서 명성을 쌓았다. 1982년, 그는 이탈리아의 토리노로 당시 에스투디안테스의 역대 최고 이적료로 이적을 성사시켰다. 이 기록적인 이적료로 에스투디안테스는 강력한 선수단을 구축해 1982년과 1983년에 연달아 리그를 우승했다.
세사르 루이스 메노티 아르헨티나 국가대표팀 감독은 에르난데스를 1982년 월드컵에서 디에고 마라도나와 호세 다니엘 발렌시아의 후보인 3번째 창의적 미드필더로 발탁했다. 그러나, 그는 대회 본선에서 한 경기도 출전하지 못했다.
월드컵 본선에 출전하지 못해 꿈을 성사시키지 못했던 에르난데스는 토리노에서 2년을 보낸 뒤 또다른 이탈리아 구단 아스콜리로 이적했다.
1985년, 에르난데스는 리버 플레이트로 발을 돌려 아르헨티나 무대로 복귀했다. 그는 1986년에 코파 리베르타도레스 우승 주역이 되었다. 1987년, 그는 아르헨티노스 주니어스로 이적했다.
1989년, 에르난데스는 멕시코 무대로 진출해 크루스 아술 선수가 되었지만, 1990년에 아르헨티노스 주니어스로 복귀했고, 이후 1991-92 시즌에 우라칸에서 활동하다가 인스티투토 코르도바를 끝으로 1993년에 은퇴했다.

## 감독 경력
에르난데스는 선수 시절과 대조되게 감독 실적이 초라했는데, 에스투디안테스, 라싱 클루브, 그리고 에콰도르를 위주로 여러 남미 구단들을 전전했다. 2007년 2월, 에르난데스는 아르헨티나 1부 리그의 반피엘드 감독으로 취임했지만, 2007년 3월 16일에 에스투디안테스와의 안방 경기를 패하며 경질되었다.

## 매체 활동
에르난데스는 높은 평가를 받는 축구 해설가이기도 하며, 아르헨티나 스포츠 방송 토르네오스 이 콤페텐시아스에서 영상과 소품을 이용한 심층 전술 분석을 했다.

## 사생활
그의 친척들 중 2명이 다른 종목에서 큰 족적을 남겼다. 그의 조카 후안 마르틴 에르난데스는 럭비 유니언 국가대표팀에서 이름을 날린 저명한 선수였다. 그의 또다른 조카이자, 후안 마르틴의 누나인 마리아 데 라 파스 에르난데스는 필드하키 국가대표팀 선수였다.

## 수상
에스투디안테스
- 아르헨티나 프리메라 디비시온: 1982

리버 플레이트
- 아르헨티나 프리메라 디비시온: 1985-86
- 코파 리베르타도레스: 1986
- 인터콘티넨털컵: 1986
- 코파 인테라메리카나: 1986